# Heathens (canção)
"Heathens" é uma canção escrita e gravada pela dupla de artistas americana Twenty One Pilots. Ela foi lançada como o single principal do álbum da trilha sonora para o filme Suicide Squad (2016) em 16 de junho de 2016, através da Atlantic Records, e a Warner Bros Records. A canção foi escrita por Tyler Joseph e produzida por ele, juntamente com Mike Elizondo. "Heathens" alcançou o número dois na Billboard Hot 100, empatando com "Stressed Out", para a mais alta classificação da dupla até à data.

## Produção
Em 15 de junho de 2016, o Twenty One Pilots tuitou uma mensagem em Código Morse que se lia "takeitslow", uma expressão tirada da canção "Heathens". No mesmo dia a canção vazou na Internet. No dia seguinte, dia 16 de junho, foi revelado que a música seria destaque na trilha sonora do filme de super-heróis americanos baseado nos quadrinhos da DC Comics de anti-heróis da equipe Esquadrão Suicida. A trilha sonora foi lançada em 5 de agosto de 2016.
Sete dias após o lançamento da música, ela foi usada para acompanhar os anúncios de televisão para o programa de TV Americano Chicago, P. D. no RTÉ2.[carece de fontes?]

## Desempenho comercial
A canção foi tão longe que chegou ao número 2 na Billboard Hot 100, (Apenas atrás de Closer, de Halsey e The Chainsmokers), tornando-se o segundo hit da dupla a chegar ao top 5 no Hot 100, e o número um nas tabelas do Hot Rock Songs e do Alternative Songs. A canção se tornou o seu segundo single a alcançar a melhor posição no Hot 100 atrás de "Stressed Out", que chegou ao número 2. A canção também alcançou o número cinco na UK Singles Chart. "Heathens" alcançou também o top 10 em mais de 15 países, incluindo Austrália, Bélgica, Canadá e Suíça. Um vídeo para a música foi lançado em 21 de junho de 2016.
Com "Ride" alcançando o número cinco e "Heathens" o quatro na mesma semana, Twenty One Pilots se tornou a terceira banda de rock com dois singles simultâneos no top Hot 100 nos 58 anos de história da lista, seguindo-se apenas d'Os Beatles e de Elvis Presley, assim como o primeira banda em 47 anos.

## Videoclipe
Em 21 de junho de 2016, o videoclipe oficial da música, dirigido por Andrew Donoho, foi carregado para o canal do Fueled By Ramen no YouTube. Tyler Joseph aparece cantando a música em Belle Reve, uma prisão ficcional do Universo DC, Dun aparece tocando bateria no decorrer do vídeo. No final do vídeo, Joseph e Dun tocam num pequeno palco no meio de uma sala. Os prisioneiros, em seguida, saem de suas celas e assistem a Joseph e Dun enquanto eles executam o restante da canção. No final do vídeo, Joseph está sentado na sala sozinho, e a guardas da prisão o cercam. Durante todo o vídeo da música, várias cenas do filme são mostradas. O vídeo tinha mais de 230 milhões de visualizações e mais de 2,2 milhões de curtidas no YouTube em 19 de setembro de 2016.
O clipe ganhou um prêmio de Melhor Vídeo de Rock no MTV Video Music Awards de 2016.

## Apresentações ao vivo
A banda apresentou "Heathens" pela primeira vez em concerto em The Uptown Amphitheatre, na Music Factory, em Charlotte, Carolina do Norte em 28 de junho de 2016. Desde então, tem substituído "Doubt" no repertório da turnê.

## Características pessoais
- Tyler Joseph – vocais, piano, baixo, guitarra, sintetizador, programação
- Josh Dun – bateria, percussão

## Desempenho
| Tabelas Musicais (2016)           | Melhor posição |
| --------------------------------- | -------------- |
| Dinamarca (Tracklisten)           | 11             |
| França (SNEP)                     | 26             |
| Itália (FIMI)                     | 11             |
| Letônia (Latvijas Top 40)         | 1              |
| Líbano (Libanese Top 20)          | 14             |
| Nova Zelândia (Recorded Music NZ) | 2              |
| Noruega (VG-lista)                | 4              |
| Rússia (Tophit)                   | 29             |
| Suécia (Sverigetopplistan)        | 6              |

## Histórico de lançamento
| Região          | Data                | Formato                | Rótulo |
| --------------- | ------------------- | ---------------------- | ------ |
| Em todo o mundo | 16 de junho de 2016 |                        |        |
| Estados Unidos  | 20 de junho de 2016 | Contemporary hit radio |        |